# 劉垓 (元朝)
劉垓（1250年—1313年），字仲宽，元朝地方官员，邓州穰县人。刘整的第四子。
劉垓的大哥劉垣，跟随父亲在通泉击败昝万寿，二哥劉埏，官至管军万户，三哥劉均，官至榷茶提举。中统三年（1262年），移新附民匠至成都，以时年十三岁的劉垓领头。至元三年（1266年），跟随父亲入朝，授管军万户，佩金虎符。至元四年，在眉、简二州修城。围攻南宋嘉定府，攻破五获石城、白马，资江等城寨。至元六年（1269年），在龙填击败宋军。至元九年，入直东宫宿卫。至元十年（1273年），转攻樊城。四月，御史上奏刘垓与阿里海涯之子忽失海牙素不知兵，忽必烈命他以万户回成都。至元十一年（1274年）六月，在嘉定城外击败宋军，安抚嘉定等路，拓地一千五百余里，以降将、蛮酋入觐之功，进拜都元帅。宋朝灭亡，枢密院奏泸州是刘整旧治，使刘垓以都元帅领泸州。至元十四年（1277年），攻克泸州珍珠堡，其守将降元。至元十六年（1279年），入朝，拜同知四川北道宣慰司事。至元二十年（1283年），改任四川南道。至元二十一年（1284年），邱德、祖迷等计划反元，被刘垓擒斩。至元二十三年（1286年），入朝，忽必烈问宋朝降将，刘垓奏道：“先臣在襄阳，吕文焕归降，今为右丞；在泸州，管如德归降，今为左丞。臣在西川，以昝万寿归降，现在也为右丞。”忽必烈擢升为刘垓为左丞，为参知政事吐鲁华劝止。刘垓又奏：“江南平定，臣不敢自己说先父之功，只请皇上记得。”忽必烈说：“朕未尝忘记你父亲。”授刘垓镇国上将军、陕西四川等处行省参知政事。不久改四川等处行省佥事，又改行尚书省事。至元二十九年（1292年），拜辅国上将军、四川行省参知政事。不久，因病归家。大德八年（1304年），起任为奉国上将军、四川行省参知政事、八番顺元等处宣慰使都元帅，佩金虎符。蛮酋南列等归降，朝廷赐给他弓矢、衣甲。至大三年（1310年），改镇广东，上奏：“军士不习水土，应该改到中原，屯戍内地。”朝廷接受。皇庆二年（1313年）去世，年六十四岁。刘垓清廉，死的时候，仅存中统钞四百贯。